# 趙柄
昌国公趙柄（1122年—1132年），宋朝宗室。 
宋朝第八代皇帝宋徽宗赵佶的第三十子，生年在在1122年，生母不详。宣和四年五月初五壬戌（1122年6月10日），宋徽宗封子赵柄为昌国公。随后靖康之变爆发，趙柄等宋徽宗几个幼子都没有来得及封王爵。绍兴二年（1132年）十月廿八日，昌国公赵柄在五国城去世。